# 維什科夫縣

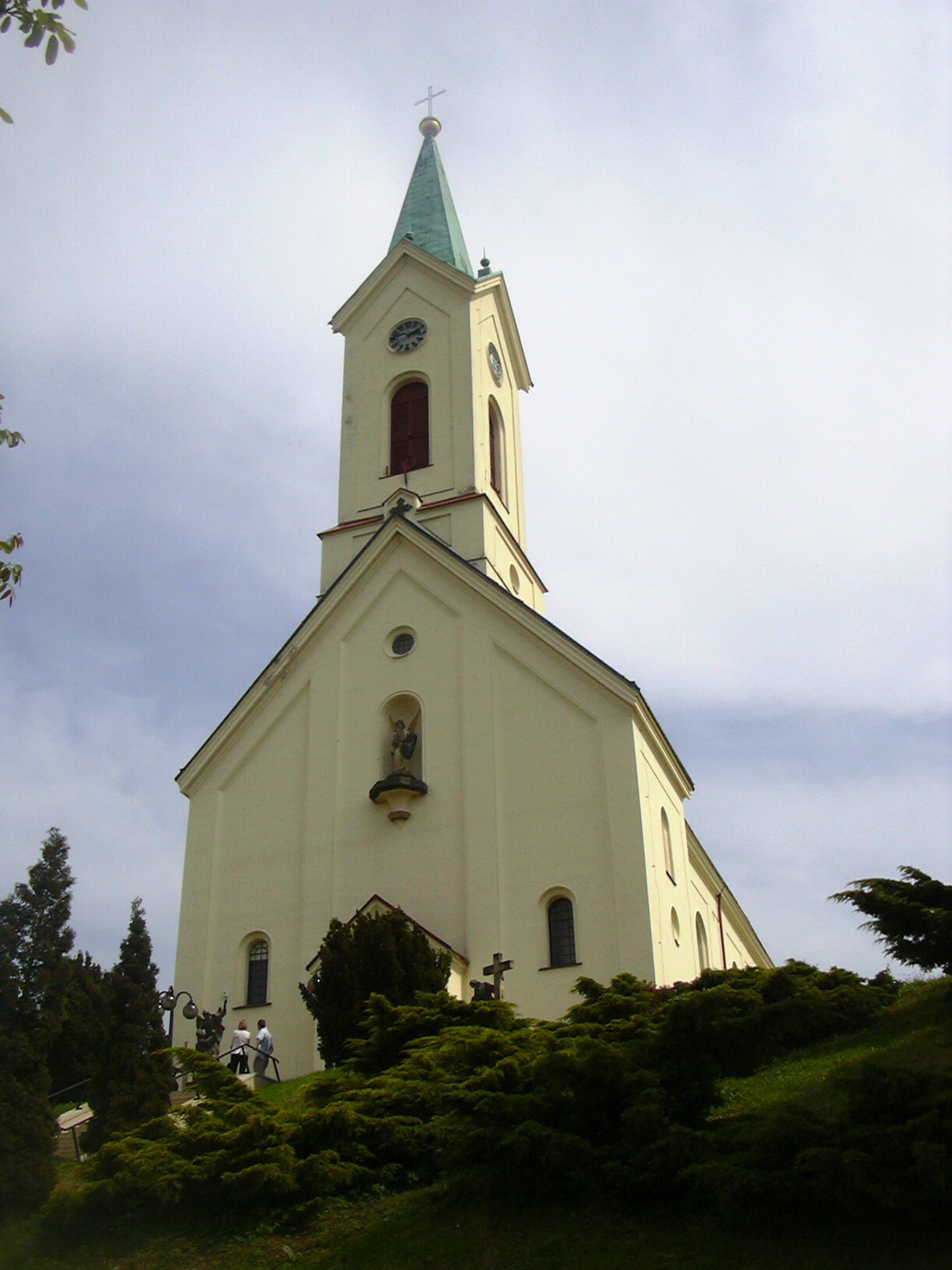

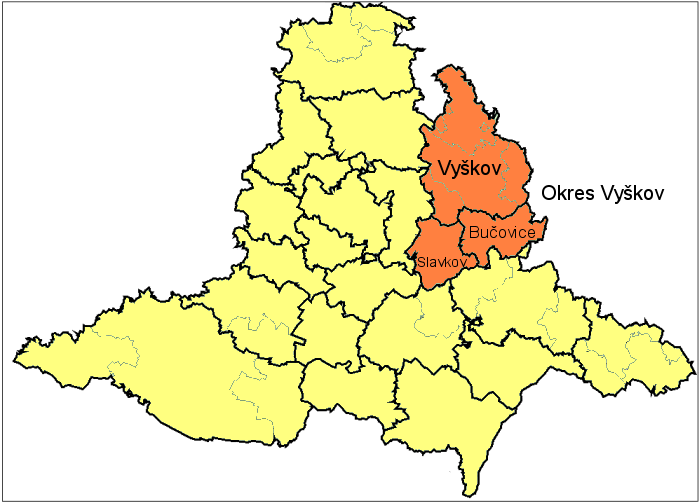

49°16′37″N 16°59′54″E / 49.27694°N 16.99833°E
維什科夫縣（捷克語：Okres Vyškov），是捷克的縣份，位於該國東南部，由南摩拉維亞州負責管轄，首府設於維什科夫，面積876平方公里，2007年人口86,763，人口密度每平方公里99人。